# 슈베린구

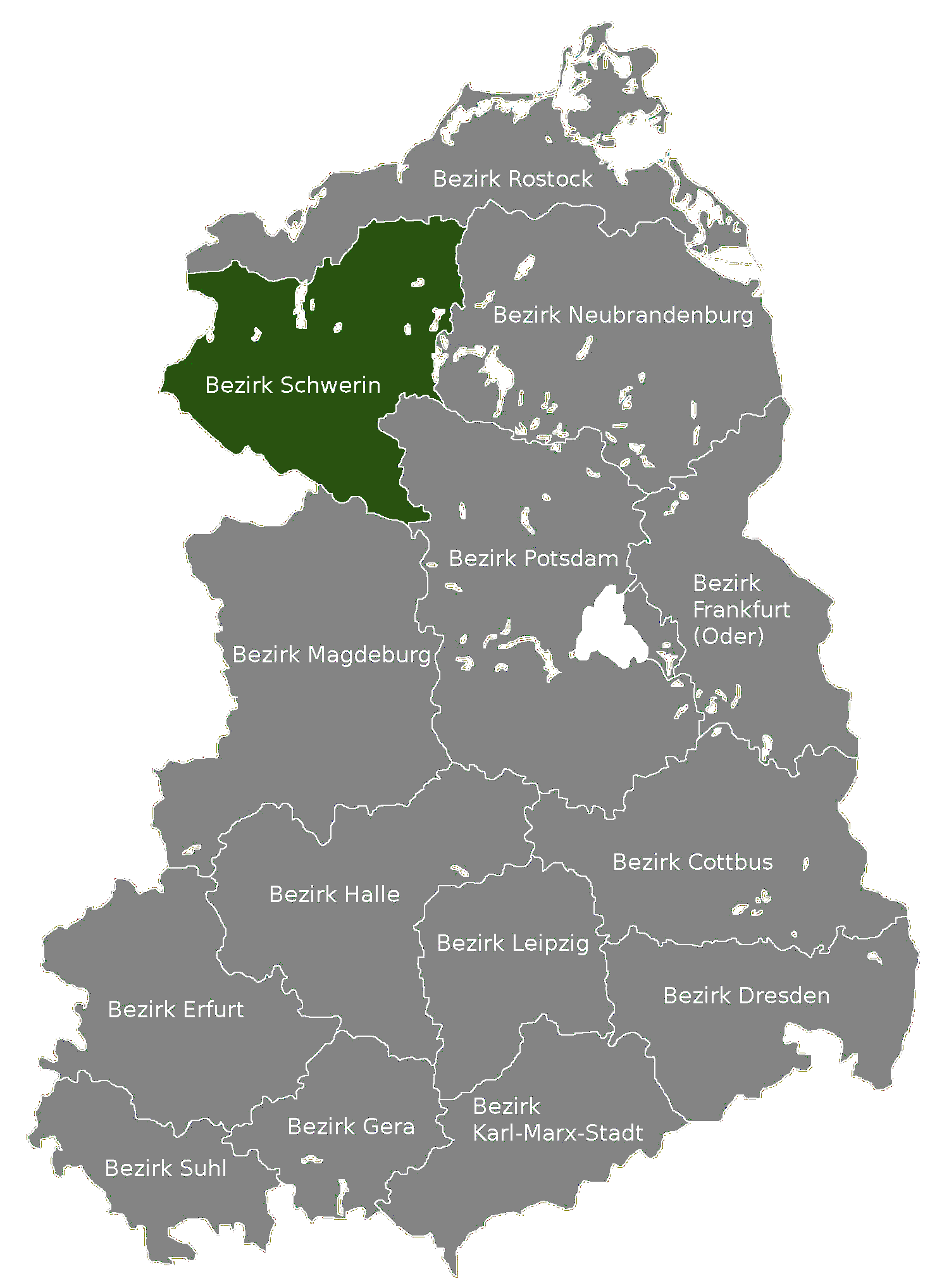
슈베린 구의 위치

슈베린구(독일어: Bezirk Schwerin)는 과거 동독(독일 민주 공화국)에 존재했던 14개 구 가운데 하나로 구청 소재지는 슈베린이었다.

## 행정 구역 정보
- 구청 소재지: 슈베린
- 면적: 8,672km2
- 인구: 595,200명 (1989년 당시 기준)
- 인구 밀도: 69명/km2
- 차량 번호판 코드: B
- 하위 행정 구역: 10개 군, 1개 시

## 역사
1952년 7월 25일에 시행된 행정 구역 개편 당시에 폐지된 주를 대신하여 신설된 14개 구 가운데 하나였다. 1990년 동서독 통일 당시에 메클렌부르크포어포메른 주에 편입되었다.

## 지리
동독 북서부에 위치한 구였으며 서쪽으로는 서독과 국경을 접하고 있었다. 북쪽으로는 로스토크 구, 동쪽으로는 노이브란덴부르크 구, 남동쪽으로는 포츠담 구, 남쪽으로는 마그데부르크 구와 접하고 있었다.

### 하위 행정 구역
- 10개 군(Landkreise): 뷔초프 군(Bützow), 가데부슈 군(Gadebusch), 귀스트로프 군(Güstrow), 하게노프 군(Hagenow), 루트비히슬루스트 군(Ludwigslust), 뤼브츠 군(Lübz), 파르힘 군(Parchim), 페를레베르크 군(Perleberg), 슈베린란트 군(Schwerin-Land), 슈테른베르크 군(Sternberg)
- 1개 시(Stadtkreise): 슈베린 시(Schwerin)